# 1909 en photographie
| Années de la photographie : 1906 - 1907 - 1908 - 1909 - 1910 - 1911 - 1912    |
| Décennies de la photographie : 1870 - 1880 - 1890 - 1900 - 1910 - 1920 - 1930 |

Cet article présente les faits marquants de l'année 1909 en photographie.

## Événements
- Le banquier et philanthrope français Albert Kahn, à la suite de ses voyages fin 1908-début 1909 aux États-Unis, en Chine, au Japon et en Amérique du Sud avec des photographes, lance les Archives de la Planète, collection réalisée par plusieurs opérateurs envoyés par ses soins dans une soixantaine de pays ; constituée de 72 000 photographies couleur sur plaquesautochromes, de 4 000 plaques stéréoscopiques noir et blanc et d'une centaine d'heures de films en noir et blanc, elle est conservée au musée départemental Albert-Kahn à Boulogne-Billancourt[1].

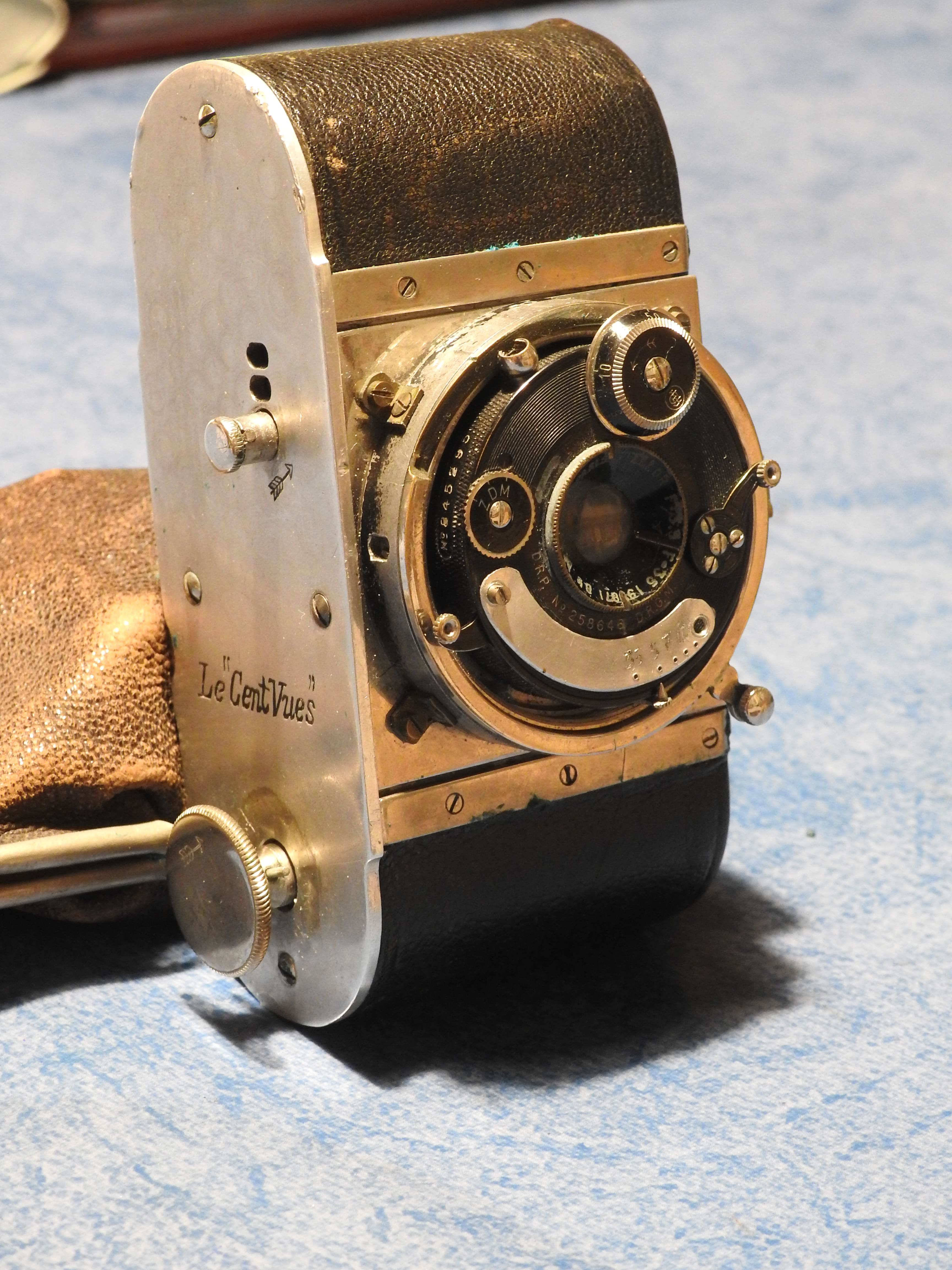
Le Cent-Vues.

- Étienne Mollier invente le Cent-Vues, appareil photographique de petit format utilisant le film perforé 35 mm pour prendre d'affilée cent vues en 18 × 24 mm ; il est commercialisé à petite échelle et sans grand succès[2].
- Fondation de l'entreprise Frères Séeberger à Paris, 33 rue de Chabrol, dans le 10e arrondissement ; les Séeberger se lancent dans la photographie de mode[3].
- À Paris, l'Agence Rapid, agence de reportage photographique fondée en 1904 par le photographe Louis Meurisse, devient l'Agence de presse Meurisse.
- Paul Haviland commence à écrire des chroniques régulières dans la revue fondée par Alfred Stieglitz Camera Work ; une de ses photographies, Portrait - Miss G.G., y est publiée en octobre dans le no  28.

## Photographies notables
- Les astronomes Aymar de La Baume Pluvinel et Fernand Baldet réalisent les premières photographies haute résolution de la surface de la planète Mars à l'aide du télescope de la coupole Baillaud de l'observatoire du Pic du Midi, ce qui permet de démentir formellement l'existence de canaux sur la surface de la planète.

## Livres de photographies
- Alvin Langdon Coburn, London, préface d'Hilaire Belloc, Londres, Brentano's.

## Expositions
- 4 - 22 février : Photographs in Color and Monochrome by Baron A. De Meyer, Galerie 291, New-York.

## Prix et récompenses
- Médaille du progrès de la Royal Photographic Society : Auguste et Louis Lumière.

## Naissances
- 8 février : Maria Eisner, photographe, éditrice-photo et agent de photographes italo-américaine, morte le 8 mars 1991.
- 27 février : Marcel Thomas, photographe français, mort le 19 août 2000.
- 28 février : Shigeru Tamura, photographe et photojournaliste japonais, mort le 16 décembre 1987.
- 28 mars : Gabriel-Sébastien Simonet, peintre, sculpteur et photographe français, mort le 2 juillet 1990.
- 9 avril : Hansel Mieth (de), photojournaliste américaine d'origine allemande, qui a donné son nom au Prix Hansel-Mieth, morte le 14 février 1998.
- 10 avril : Olga Lander, photographe russe, morte le 19 septembre 1996.
- 13 avril : Eudora Welty, écrivain et photographe américaine, morte le 23 juillet 2001.
- 7 mai : Edwin H. Land, inventeur et scientifique américain, qui met au point en 1947 le premier appareil photographique instantané Polaroïd, mort le 1er mars 1991.
- 22 mai : Agustí Centelles, photographe espagnol, mort le 1er décembre 1985.
- 9 juin : Fritz Henle, photographe américain, d'origine allemande, mort le 31 janvier 1993.
- 11 juin : Natascha Artin Brunswick, mathématicienne et photographe germano-américaine, morte le 3 février.
- 12 juin : Jacques Léonard, photographe français, mort le 11 juillet 1994.
- 16 juin : Alexandre Ustinov, photo-journaliste russe, mort le 8 février 1995.
- 3 juillet : Fred Stein, photographe américain d'origine allemande, mort le 27 septembre 1967.
- 4 août : Eva Kemlein photographe et photojournaliste allemande, morte le 8 août 2004.
- 9 septembre : Pierre Jahan, photographe français, mort le 21 février 2003.
- 22 octobre : Fritz Kempe, photographe allemand, mort le 27 décembre 1988.
- 25 octobre : Ken Domon, photographe japonais, mort le 15 septembre 1990.
- 13 novembre : Ralph Stein, illustrateur, photographe, directeur artistique et auteur de bande dessinée américain, mort le 27 novembre 1994.
- 20 novembre : Marianne Breslauer, photographe allemande, morte le 7 février 2001.
- 30 décembre : Milton Rogovin, photographe américain, mort le 18 janvier 2011.
- Date précise non renseignée ou inconnue :
  - Boris Vdovenko, photojournaliste russe, mort en 1995.

## Décès
- 13 janvier : Manuel Compañy, photographe espagnol, né en 1858.
- 29 janvier : Felice Beato, photographe italien et britannique, actif en Inde et au Japon, né en 1832.
- 16 février : Pierre Petit, photographe français, né le 15 août 1831.
- 30 septembre : Eugène Pirou, photographe et cinéaste français, né le  16 septembre 1841.

## Célébrations centenaire
- John Adamson
- Eduard Isaac Asser
- Karl Bodmer
- Madame Breton
- Robert Cornelius
- Paul Jeuffrain
- Sinibaldo de Mas
- Auguste Autin